# Dragon Ball Z Gaiden: Saiyajin Zetsumetsu Keikaku

Dragon Ball Z Gaiden: Saiyajin Zetsumetsu Keikaku (ドラゴンボールZ外伝 サイヤ人絶滅計画, Doragon Bōru Zetto Gaiden Saiyajin Zetsumetsu Keikaku)  é um jogo eletrônico do NES baseado no anime Dragon Ball Z. Foi adaptada numa OVA em dois episódios, e está foi adaptada para os jogos interativos para o console Playdia chamado Dragon Ball Z Gaiden: Shin Saiyajin Zetsumetsu Keikaku - Chikyū Hen (ドラゴンボールZ 真サイヤ人絶滅計画 -地球編-). Em 1994, cenas do OVA foram reutilizadas em um jogo de duas partes para o Playdia, True Plan to Eradicate the Saiyans, com algumas cenas novas.

Namco Bandai Games criou um remake do OVA em 2010 chamado Dragon Ball: Plan to Eradicate the Super Saiyans que foi lançado com Dragon Ball: Raging Blast 2 para PlayStation 3 e Xbox 360.

## Sinopse
Dr. Raichi é um dos sobreviventes Tsufurujin (os outros são Dr. Myuu e Baby),depois que os saiyajins dominaram o seu planeta Plant renomeando de Planeta Vegeta. Conseguiu escapar com a máquina contendo Hatchhyack. No entanto na lua cheia foi morto pelos sayajins. Depois conseguiu reviver como um guerreiro fantasma.
Em um ato de vingança contra os Saiyjins, Dr. Raichi coloca na Terra 4 dispositivos que emitem Gás para destruir toda a vida. Goku, Gohan, Trunks, Piccolo e Vegeta conseguem destruilos. No entanto, Freeza, Cooler, Turles e Slug são revividos como clones fantasmas e envolvem os heróis na luta individual.
Eles descobrem que os fantasmas guerreiros são gerados por uma máquina chamada Hatchhyack, um dispositivo alimentado pelo ódio dos Tsufurujin. É também que Dr. Raichi é um próprio fantasma guerreiro, gerada por Hatchhyack. Hatchhyack aparece com um poderoso andróide, cuja poder é maior que o de Broly, de acordo com Goku. Hatchhyack derrota os heróis , e depois de terem ser transformado em seu Super Saiyajin , combinam os seus poderes e juntos em uma enorme onda de energia o derrota, terminando a ameaça dos fantasma guerreiros.

## Jogos eletrônicos

### Dragon Ball Z Gaiden: Zetsumetsu Keikaku (video game)
Esse jogo foi lançado em 6 de agosto de 1993 para o NES que funcionava como cartões de batalha RPG.

### Dragon Ball Z: Shin Saiyan Zenmetsu Keikaku - Chikyū-Hen
É um jogo lançado pela Bandai para o console Playdia lançado em 23 de setembro de 1994. Você assite ao jogo e decide o que quer que o personagem faça.

### Dragon Ball Z: Shin Saiyan Zenmetsu Keikaku - Uchū-Hen
É o segundo jogo para o Playdia. Foi lançado em 16 de dezembro de 1994.

## OVA
Esse OVA foi originalmente lançado em VHS em 6 de agosto de 1993, e re-lançado em 2003 como um DVD. Em 2010, como anunciado na revista Shonen Jump, foi incluído um remake em HD do OVA com duração de 30 minutos junto com o jogo Dragon Ball: Raging Blast 2.